# یواس‌اس ال‌اس‌تی-۳۷۴
یواس‌اس ال‌اس‌تی-۳۷۴ (به انگلیسی: USS LST-374) یک کشتی بود که طول آن ۳۲۸ فوت (۱۰۰ متر) بود. این کشتی در سال ۱۹۴۳ ساخته شد.